# Parov Stelar
Marcus Füreder (Linz, 1974. november 27.–), ismertebb előadói nevén Parov Stelar osztrák zenész. Önállóan DJ-ként és a Parov Stelar Band-dél egyaránt dolgozik.  Parov Stelar az Etage Noir Recordings kiadó feje.

## Életrajz
Miután a kilencvenes évek közepén és végén DJ-ként tapasztalatot szerzett nightclubokban való fellépéseivel, a 2000-es években Parov Stelar elkezdett zenéket írni és publikálni.
Korai munkáit Plasma álnéven, illetve saját nevén adta ki, és a Bushido Recordings kiadó partnere volt. 2004-ben kezdett Parov Stelar néven dalokat kiadni. Még ugyanebben az évben megalapította saját kiadóját, aminek az Etage Noir Recordings nevet adta.
Első munkája az Etage Noirnál a „KissKiss EP” volt, ezt követte hamarosan a „Rough Cuts” című LP, amivel azonnal betört a nemzetközi elektronikus zenei életbe. Speciális hozzáállása a zenekészítéshez, és jó esztétikai érzéke a zenéhez a hallgatókat és kollégáit egyaránt megragadta szerte a világon, és úgy híresült el, mint egy új stílus, az „electro swing” kitalálója. Későbbi lemezei - többek között a Seven and Storm, a Shine, a Coco, a The Princess és a legutóbbi The Invisible Girl -, kislemezei és remixei is igen népszerűek lettek. Parov Stelar elismertsége talán azzal magyarázható leginkább, hogy a hagyományos jazz zene és a modern elektronikus zene elemeit ötvözve lendületes darabokat tár a közönség elé. Élőben is sikeres, hazánkban többször is fellépett.
Parov Stelar alkotásai több mint 700 válogatásban szerepeltek (például: Hôtel Costes, Buddha Bar, Electro Swing) és számos TV hirdetésben, show-ban, sorozatban és mozifilmben is elhangzottak.
2012-ben „Chambermaid Swing” című dalának egy részlete egy Bacardi reklám zenéje volt.
Szintén 2012-ben, a „Booty Swing” című retro-dal, amit főképp Lil Hardin Armstrong „Oriental Swing” című dala alapján készített, a Cosmopolitan of Las Vegas hotel reklámjában hangzott el. 2013-ban ugyanez a dal a Chevrolet egyik reklámjában is szerepelt. A Bloomberg  magazin ezt a dalválasztást egy Chevrolet reklámhoz „rasszistának” nevezte, és a cikkben sem Armstrong sem Stelar nevét, sem a változatuk címét nem említették meg.

### The Parov Stelar Band

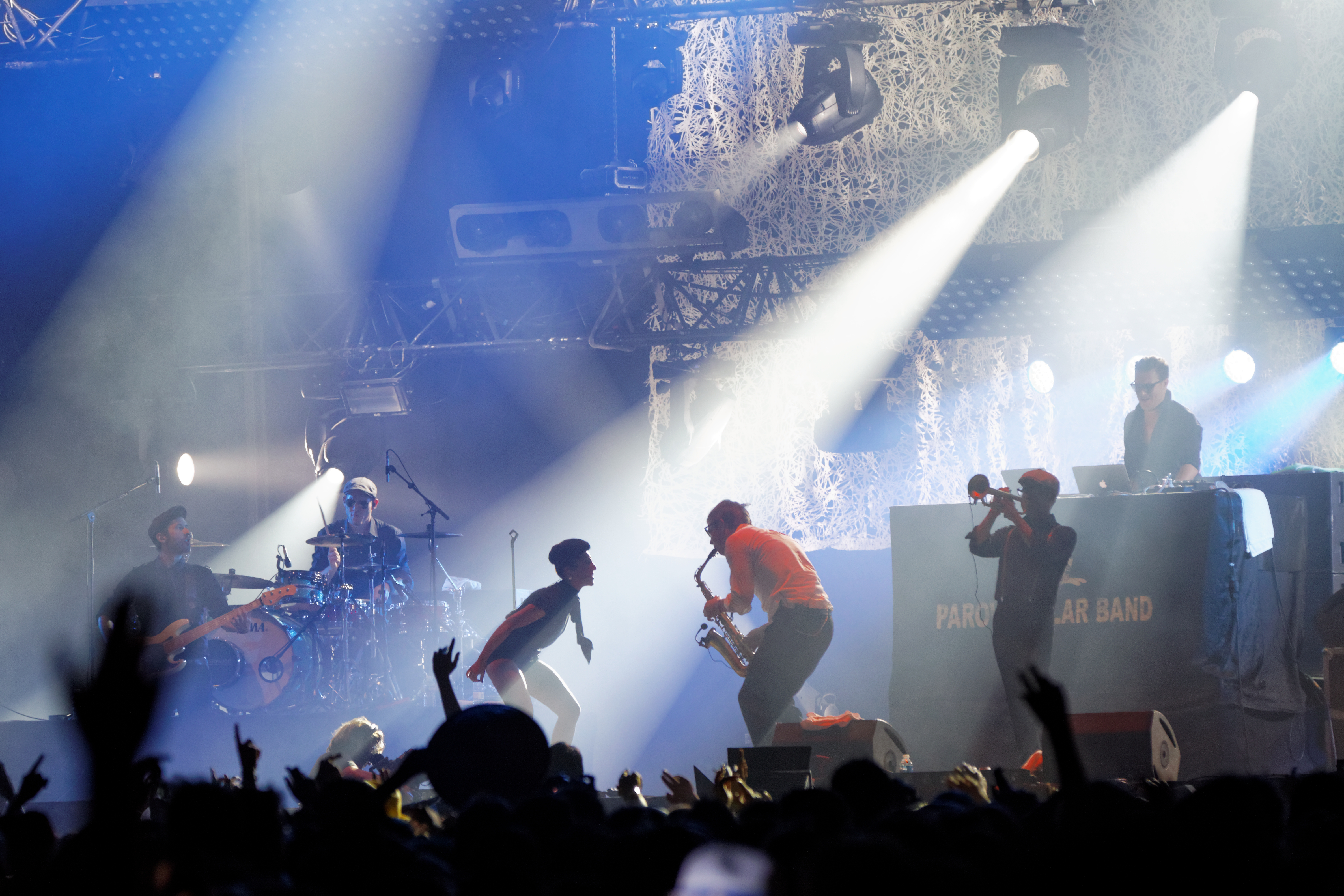
Parov Stelar Band live (Fête de l’Humanité 2012)

Miután szólóelőadóként kezdeti sikereket ért el, 2005-ben Parov Stelar elkezdett élőben zenélni egy egész zenekarral. A 4 (később 5) zenésszel való együttműködés érzékelhetően befolyásolta munkáját.

#### A Parov Stelar Band jelenlegi felállása
- Max the Sax azaz Markus Ecklmayr (szaxofon)
- Jerry Di Monza azaz Gerd Rahstorfer (trombita)
- Elena Karafizi (ének)
- Willie Larsson Jr. azaz Hans-Juergen Bart (dob)
- Michael Wittner (basszus)
- Parov Stelar azaz Marcus Fuereder (zenei programozás)

#### A Parov Stelar Band régebbi felállása
- Cleo Panther azaz Daniela Hrenek(ének)
- Beate Baumgartner (ének)
- Gianna Charles (ének)
- Stefan Hölzl (basszus)
- Eva Klampfer (ének)
- Andi Lettner (dob)
- Wolf Myer (dob)

### DJ-ként
Parov Stelar DJ-ként főleg a zenekarából ismert Markus Ecklmayrrel (Max The Sax) (szaxofon) és Gerd Rahstorferrel (Jerry di Monza) (trombita) lép fel.

## Diszkográfia

### Albumok
- 2001: Shadow Kingdom LP (2x12" Hanglemez & CD, Bushido Recordings, Plasma néven)
- 2004: Rough Cuts (CD, Etage Noir Recordings)
- 2005: Seven and Storm (CD, Etage Noir Recordings)
- 2007: Shine (CD, Etage Noir Recordings)
- 2008: Daylight (CD, Rambling Records)
- 2009: That Swing - Best Of (CD, Etage Noir Recordings)
- 2009: Coco (CD, Etage Noir Recordings)
- 2012: The Princess (CD, Etage Noir Recordings)
- 2013: The Invisible Girl  - Parov Stelar Trio (CD, Etage Noir Recordings)
- 2015:  The Demon Diaries-(2xCD, Etage Noir Recordings)
- 2016:  Live @ Pukkelpop (2x12" Hanglemez+DVD & CD, Etage Noir Recordings)
- 2017:  The Burning Spider (CD, Etage Noir Recordings)
- 2020: Voodoo Sonic (CD, Etage Noir Recordings)

### EP-k
- 2001: Shadow Kingdom EP (12" Hanglemez, Bushido Recordings, Plasma néven)
- 2002: Lo Tech Trash (12" Hanglemez, Bushido Recordings, Marcus Füreder néven)
- 2004: KissKiss (12" Hanglemez, Etage Noir Recordings)
- 2004: Move On! (12" Hanglemez, Etage Noir Recordings)
- 2004: Wanna get (12" Hanglemez, Etage Noir Recordings)
- 2004: Primavera (12" Hanglemez, Auris Recordings)
- 2005: Music I believe in (12" Hanglemez, ~Temp Records, Marcus Füreder néven)
- 2005: A Night In Torino (12" Hanglemez, Etage Noir Recordings)
- 2005: Spygame (12" Hanglemez, Etage Noir Recordings)
- 2006: Parov Stelar EP (12" Hanglemez, Big Sur)
- 2006: Charleston Butterfly (12" Hanglemez, Etage Noir Recordings)
- 2007: Jet Set EP (12" Hanglemez, Etage Noir Special)
- 2007: Sugar (12" Hanglemez, Etage Noir Recordings)
- 2008: The Flame Of Fame (12" Hanglemez, Etage Noir Recordings)
- 2008: Libella Swing (12" Hanglemez, Etage Noir Recordings)
- 2009: Coco EP (12" Hanglemez, Etage Noir Recordings)
- 2010: The Phantom EP (12" Hanglemez, Etage Noir Recordings)
- 2010: The Paris Swingbox EP (Etage Noir Recordings)
- 2011: La Fête EP (12" Hanglemez, Etage Noir Recordings)
- 2012: Jimmy's Gang EP (Etage Noir Recordings)

### Kislemezek
- 2000: "Synthetica/Stompin' Ground" (12" Hanglemez, Bushido Recordings, Marcus Füreder néven)
- 2001: "Guerrilla" (12" Hanglemez, Bushido Recordings, Marcus Füreder néven)
- 2004: "Get Up On Your Feet" (12" Hanglemez, Sunshine Enterprises)
- 2005: "Faith" (Maxi-CD, Etage Noir Recordings)
- 2007: "Rock For / Love" (12" Hanglemez, Etage Noir Recordings)
- 2007: "Shine" (Maxi-CD, Etage Noir Recordings)

### Videóklipek
- 2005: Seven (A Seven and Storm albumról)
- 2007: Love (A Shine albumról)
- 2007: Shine (A Shine albumról)
- 2008: Matilda  (hivatalos)
- 2009: Coco  (A Coco albumról)
- 2009: Let's Roll  (A Coco albumról)
- 2010: Catgroove  (TSC - Forsythe)
- 2010: Coco  (Remix)
- 2010: The Mojo Radio Gang  (Chris de Krijger & Bart Geerts)
- 2010: The Phantom  (Markus Seisenbacher)
- 2012: Love (Remix)
- 2012: Jimmy´s Gang (A The Princess albumról)
- 2012: Nobody's Fool  (Drushba Pankow)
- 2012: Nobody's Fool  (hivatalos)
- 2012: Requiem For Annie  (A The Princess albumról)
- 2012: The Princess  (hivatalos)

## Fordítás
Ez a szócikk részben vagy egészben  a   Parov Stelar című angol Wikipédia-szócikk ezen változatának fordításán alapul.  Az eredeti cikk szerkesztőit annak laptörténete sorolja fel. Ez a jelzés csupán a megfogalmazás eredetét és a szerzői jogokat jelzi, nem szolgál a cikkben szereplő információk forrásmegjelöléseként.

## Külső hivatkozások
- Hivatalos weboldal
- Parov Stelar at Discogs
- A BBC kritikája a Shine albumról